# عبد اللطيف المنشد
عبد اللطيف محمد المنشد وهو زعيم قبلي وسياسي عراقي، وهو من شيوخ قبيلة الغزي من أمارة الفضول الطائية التي تسكن قضاء الناصرية في محافظة ذي قار.
شغل منصب عضو في الجمعية الوطنية الانتقالية المؤقتة عامي 2004 و2005، وشغل منصب عضو في لجنة العلاقات الوطنية في الجمعية.